# A5527SA

A5527SA（えーごーごーにーななえすえー）は、三洋電機（大阪、現・京セラ SANYOブランド）が開発し、KDDIおよび沖縄セルラー電話のauブランドで販売されていたCDMA 1X（現・au 3G）の携帯電話である。

## 特徴
エントリーからミドルユーザーがターゲットの薄型携帯である。ハード面、ソフト面とも同社製のA5522SAの機能をほぼ踏襲しているが、新たに「グローバルパスポート」（現・au世界サービス(CDMA)）に対応し、国際ローミングが可能となった。
機能はそれほど多彩ではないものの、EZ「着うた」、EZムービーをはじめとするauの基本的な機能に加え、ジュニアモードや防犯ブザーなどのティーンユーザー向け機能や、8桁ロックナンバーといったビジネスユーザー向けのセキュリティ機能、更にカメラOCR連動の英単語辞書やFMラジオも搭載している。なおFMラジオはアンテナを本体に内蔵したことにより、イヤホンを接続せずとも本体スピーカーのみでの聴取が可能となった（イヤホンを使用することで受信感度を向上させることもできる）。
また、2005年10月以降の機種ではめずらしく回線交換方式（ASYNC）のデータ通信やFAX送受信などの機能も搭載し、さらにCDMAぷりペイドにも対応していた。

## 対応サービス
- EZ「着うた」
- EZ・FM
- Hello Messenger
- 安心ナビ
- 赤外線通信
- EZナビウォーク
- ムービーメール
- EZムービー
- グローバルパスポート